# Želinský meandr
Želinský meandr je přírodní památka a evropsky významná lokalita Natura 2000 východně od města Kadaň v okrese Chomutov. Předmětem ochrany je údolí řeky Ohře. Řeka je zde hluboce zaříznutá v údolí, ve kterém vytvořila skalnatý meandr, který představuje poslední ukázku původního charakteru řeky v jejím středním toku. V celém údolí je mimořádná druhová rozmanitost vlivem výrazně rozdílného působení různých ekologických faktorů. Vyskytují se zde různá přírodní stanoviště např. bahnité břehy řeky, evropská suchá vřesoviště nebo kontinentální opadavé křoviny, které obývá celá řada zvláště chráněných nebo ohrožených druhů rostlin a živočichů jako je okáč metlicový, přástevník mařinkový, užovka podplamatá nebo ještěrka zelená.

## Historie
V minulosti se velká část území využívala jako pastviny pro dobytek. Pastva udržovala bezlesí a ovlivňovala lesní podrost. Nadměrným pasením došlo k degradaci pastvin na bahniště nebo polohy s řídkou vegetací. Od dvacátého století se v prostoru chráněného území nachází malá vodní elektrárna Želina, která ale lokalitu významně neovlivňuje. Malý výběžek chráněného území v jihovýchodní části zasahuje do prostoru pravěkého hradiště Hradec.
Chráněné území poprvé vyhlásil okresní úřad v Chomutově dne 28. května 1992 v kategorii chráněný přírodní výtvor. Podruhé byla přírodní památka vyhlášena 1. listopadu 2013 Krajským úřadem Ústeckého kraje. V Ústředním seznamu ochrany přírody je evidována pod číslem 1534.

## Přírodní poměry

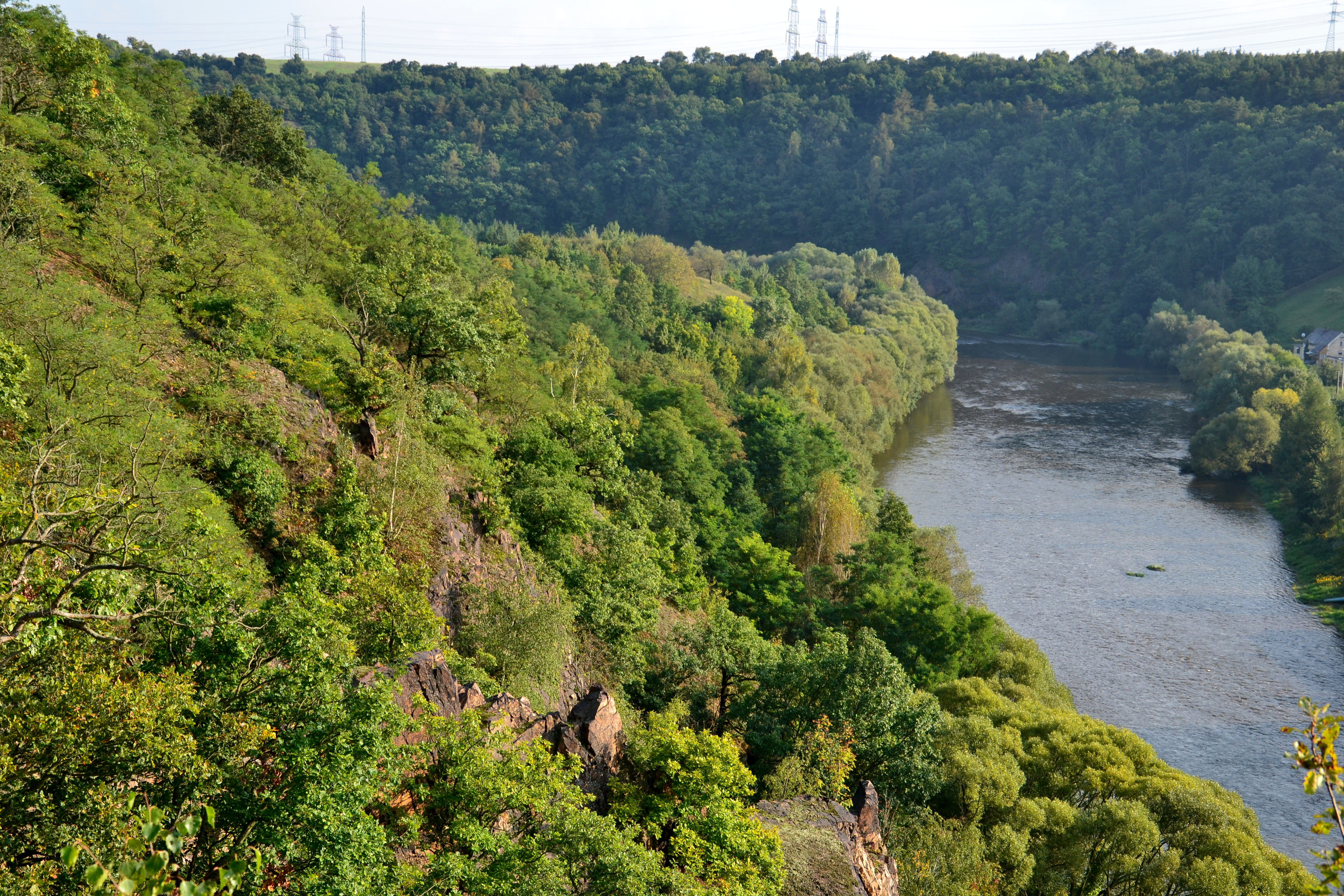
Želinský meandr z vyhlídky nad jezem

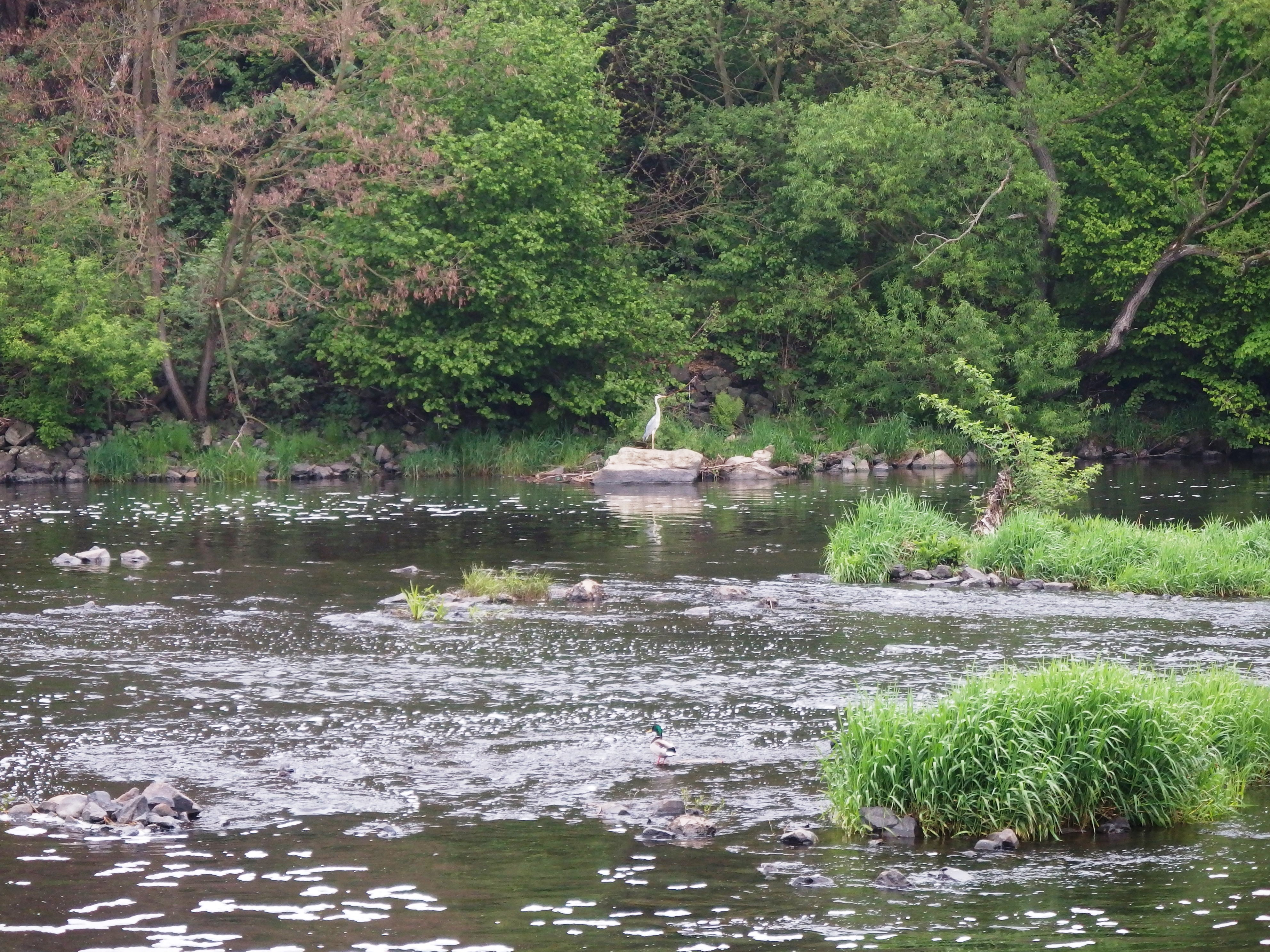
Řeka Ohře

Chráněné území měří 185,7982 hektaru a nachází se v nadmořské výšce 275–331 metrů v katastrálních územích Kadaň, Rokle a Tušimice. Z celkové rozlohy zaujímá koryto Ohře plochu 82,2 hektarů, lesy asi 56 hektarů, trvalé travní porosty osmnáct hektarů, necelé tři hektary připadají na ornou půdu a zbytek tvoří ostatní plochy, z nichž nejrozsáhlejší je neplodná půda s rozlohou 26 hektarů. Přibližně šest hektarů přírodní památky se překrývá s ptačí oblastí Nádrž vodního díla Nechranice.

### Abiotické podmínky
Podklad celého území tvoří krystalinikum údolí Ohře, které je pokračováním krušnohorského krystalinika jižně od krušnohorské zlomové linie. Vyskytují se zde granulitové ruly, místy světlé starohorní až prvohorní granulity. Svahy jsou pokryté kamenitými sutěmi a výjimečně zde vznikla také souvislá suťová pole.
V geomorfologickém členění Česka leží lokalita v Mostecké pánvi, konkrétně v podcelku Žatecká pánev a v okrsku Čeradická plošina. Plošina je budovaná zejména miocenními jíly, písky a pískovci, pod nimiž se nachází třetihorní vulkanické horniny a granulitové ruly. V západní části plošiny, kde se nachází Želinský meandr, se uplatňuje exhumovaný třetihorní zarovnaných povrch. Hloubka údolí zde dosahuje 60–65 metrů.
Celé chráněné území leží v povodí Ohře. Jediným významnějším přítokem, který se do Ohře vlévá zprava poblíž vodní nádrže Nechranice, je Úhošťanský potok. Samotná řeka představuje poslední ukázku původního charakteru středního toku Ohře, ale do východní části chráněného území zasahuje vzdutí vodní nádrže, které negativně ovlivňuje organismy vázané na proudící vodu.
Hlavní půdním typem v této oblasti jsou fluvizemě, ale na údolních svazích vznikly nevyvinuté půdní typy jako rankery a litozemě.
V rámci Quittovy klasifikace podnebí se většina území Želinského meandru nalézá v mírně teplé oblasti MT11 a nejvýchodnější část patří do teplé oblasti T2. Pro mírně teplou oblast jsou charakteristické průměrné teploty −2 až −3 °C v lednu a 16–17 °C v červenci. Roční úhrn srážek je 600–750 milimetrů. V teplé oblasti se průměrné teploty pohybují od −2 do −3 °C v lednu a mezi 18 a 19 °C v červenci. Srážky dosahují 550–700 milimetrů. Značný je rozdíl v počtu letních dnů. Zatímco v teplé oblasti jich bývá 50–60 ročně, v mírně teplé oblasti jich nastává pouze 20–30.

### Flóra
Podle biogeografického členění Želinský meandr spadá do oblasti Doupovského bioregionu. Lesy kolem Kadaně jsou velmi redukované a zachovaly se především na svažitých místech, která nejsou vhodná pro obdělávání půdy. Lesní porost doubrav je velice dobře zachovalý, ale víc než 30 % lesního porostu tvoří nepůvodní druhy. Velký podíl zde mají borovice vejmutovka (Pinus strobus), trnovník akát (Robinia pseudoacacia) a borovice černá (Pinus nigra).
Suchozemská část chráněného území se dělí do sedmi ekosystémů, které jsou předmětem ochrany:

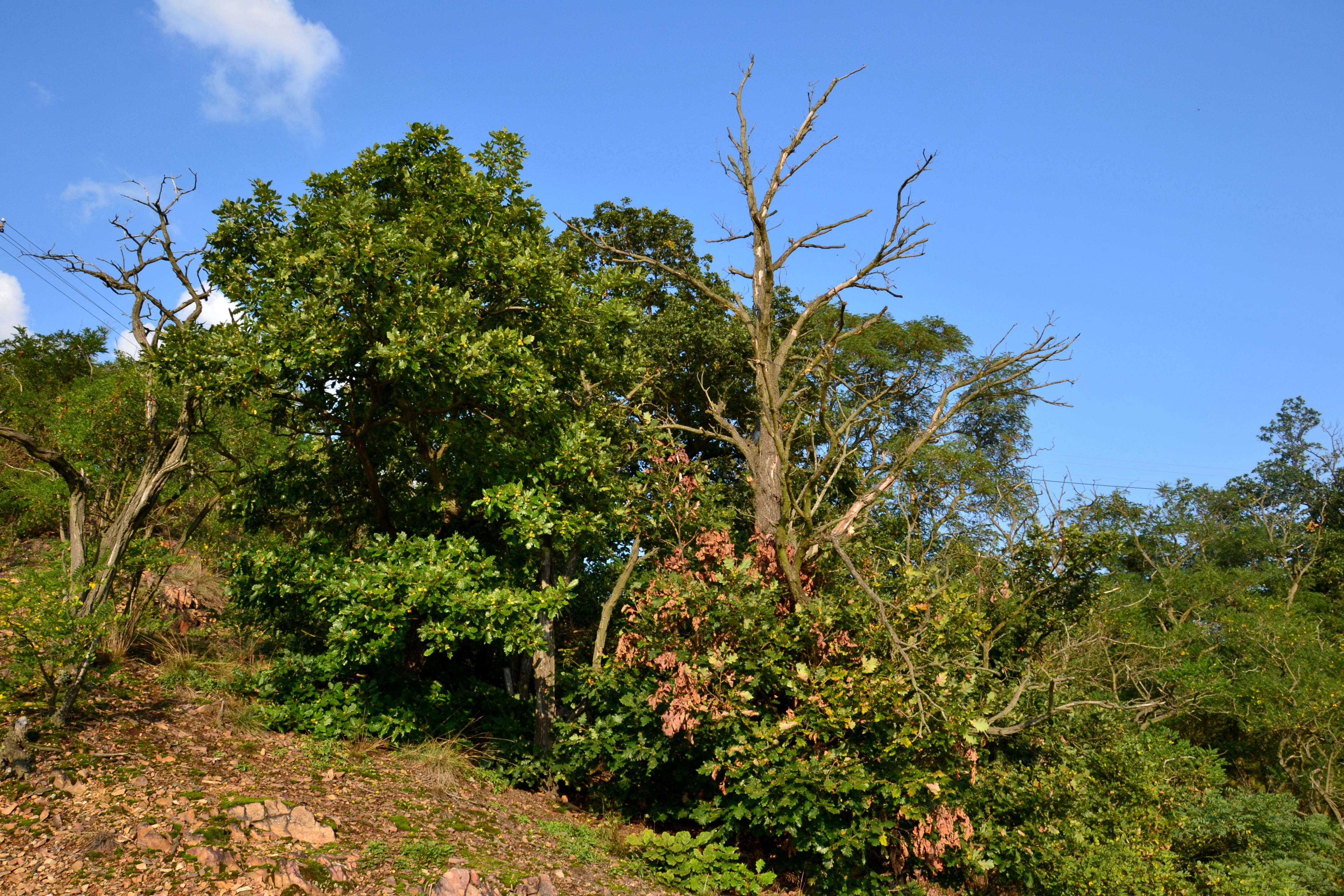
Suťový svah na levé straně údolí

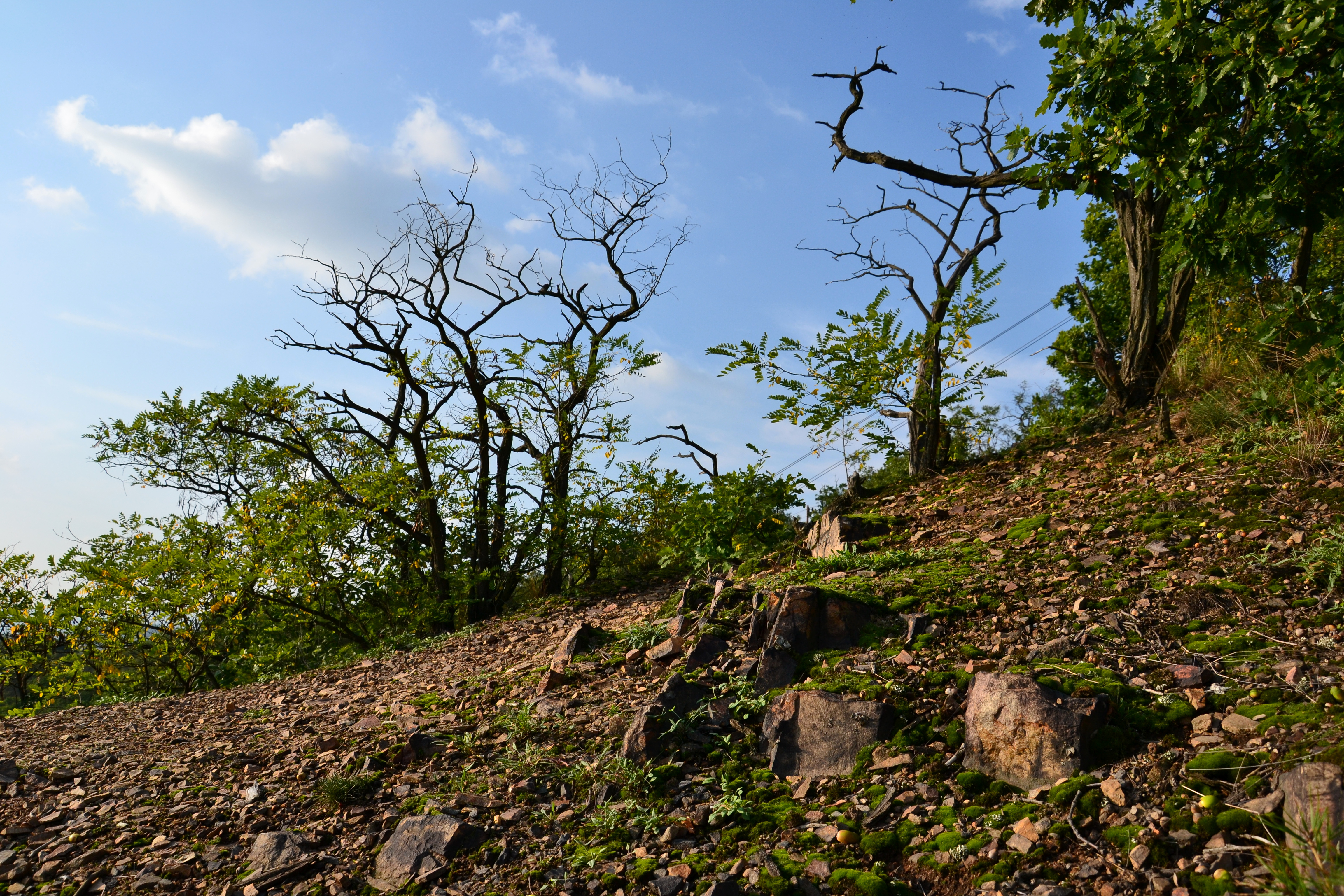
Suťový svah na levé straně údolí

- Biotop bahnitých říčních náplavů (0,05 hektaru) se vyznačuje nitrofilními společenstvy bahnitých a štěrko-bahnitých náplavů. V této lokalitě je charakteristická větší pokryvnost merlíkem mnohosemenným (Chenopodium polyspermum) a šáchorem hnědým (Cyperus fuscus). Společenstvo je degradováno šířením geograficky nepůvodních druhů, zde hlavně dvouzubcem černoplodým (Bidens frondosa).[13]
- Suchá vřesoviště nížin a pahorkatin (0,5 hektaru) představují sekundární vegetaci, která vznikla po odlesnění na místech teplomilných doubrav. V tomto biotopu dominuje vřes obecný (Calluna vulgaris). Hojné jsou zde i suchomilné acidofyty, druhy suchých trávníků, ale mezi vzácnější druhy můžeme zařadit bělozářku liliovitou (Anthericum liliago) a ostřici vřesovištní (Carex ericetorum). Jako negativní jev zde bylo pozorováno zarůstání a stínění náletem.[13]
- Nízké xerofilní křoviny – porosty se skalníky (asi jeden hektar) zahrnují nízké xerofilní křoviny na výslunných svazích jako součást vegetace skal a přirozených stepí. V těchto porostech převládá trnka obecná (Prunus spinosa). Keřové patro má významný podíl bylinné vegetace. Je zde patrný přechod k jiným typům xerotermní vegetace.[13]
- Skalní vegetace s kostřavou sivou (asi jeden hektar) je typická pro jižní skalnaté svahy na silikátových horninách zarůstaných pionýrskými společenstvy. Nejhojnějším zástupcem tohoto biotopu je kostřava sivá (Festuca pallens) a česnek šerý (Allium senescens). Zastoupeny jsou zde i druhy suchých trávníků a sukulentů. Příčinou degradace je zarůstání náletem a křovím.[13]
- Štěrbinová vegetace silikátových skal a drolin (1,55 hektaru) je charakteristická velmi pestrá druhovou vegetací zejména na osluněných skalních útvarech. Je zde hojný výskyt efemér a sukulentů. Ve společenstvu není významnější dominantní druh.[13]
- Acidofilní vegetace efemér a sukulentů (méně než 0,01 hektaru) zahrnuje kombinaci efemérních jednoletých rostlin např. plevel okoličnatý (Holosteum umbellatum) s druhy sukulentními. Můžeme zde najít také druhy mělkých kyselých půd jako šťovík menší (Rumex acetosella). Negativním vlivem je zarůstání náletem a křovím.[13]
- Údolí jasanovoolšové luhy (4,85 hektaru) se nachází na březích Ohře. Vegetace je významně narušena změnou druhového složení dřevin stromového patra. Ve stromovém patře dominuje vrba křehká (Salix fragilis), jasan ztepilý (Fraxinus excelsior). Keřové patro je poměrně pokryvné, roste zde bez černý (Sambucus nigra), střemcha obecná (Prunus padus) a ostružiníky, vzácně i hloh. V bylinném podrostu převažují nitrofilní rostliny, kde největší pokryvnosti dosahuje kopřiva dvoudomá (Urtica dioica), bršlice kozí noha (Aegopodium podagraria) a svízel přítula (Galium aparine).[14]

Mezi význačné druhy rostlin chráněných podle vyhlášky č. 395/1992 Sb. patří silně ohrožený smil písečný (Helichrysum arenarium) a koniklec luční český (Pulsatilla pratensis subsp. bohemica). Na teplých místech se zde vyskytují také ohrožené druhy bělozářka liliovitá, tařice skalní (Aurinia saxatilis), modřenec tenkokvětý (Muscari tenuiflorum), kavyl Ivanův (Stipa pennata) a divizna brunátná (Verbascum phoeniceum).

### Fauna
Vzhledem k rozmanitosti ekosystémů zde žije mnoho druhů živočichů. Z vyhláškou chráněných druhů bezobratlých se roztroušeně nebo ojediněle vyskytuje mravenec otročící (Formica fusca), mravenec Formica rufibarbis, mravenec Formica cunicularia, čmelák proměnlivý (Bombus humilis), čmelák hájový (Bombus lucorum), lišaj pryšcový (Hyles euphorbiae) nebo přástevník mařinkový (Watsonarctia casta) a okáč metlicový (Hipparchie semele).
Údolí včetně koryta řeky je významným útočištěm pro ptáky. V počtu jednotek kusů byl na lokalitě zaznamenán kriticky ohrožený morčák velký (Mergus merganser), orel mořský (Haliaeetus albicilla) a orlovec říční (Pandion haliaetus). Z ohrožených až silně ohrožených druhů se v Želinském meandru vyskytuje hohol severní (Bucephala clangula), jestřáb lesní (Accipiter gentilis), kopřivka obecná (Anas strepera), kormorán velký (Phalacrocorax carbo), krahujec obecný (Accipiter nisus), krkavec velký (Corvus corax), ledňáček říční (Alcedo atthis), lejsek šedý (Muscicapa striata), pisík obecný (Actitis hypoleucos), potápka malá (Tachybaptus ruficollis), potápka roháč (Podiceps cristatus) a včelojed lesní (Pernis apivorus). Ve větších počtech (řádově nižší desítky kusů) byl pozorován rorýs obecný (Apus apus), slavík obecný (Luscinia megarhynchos) a vlaštovka obecná (Hirundo rustica). Rorýs i vlaštovka do chráněného území pouze zaletuje.
Z dalších živočichů je významná populace stovek exemplářů kriticky ohrožené ještěrky zelené (Lacerta viridis) a užovky podplamaté (Natrix tessellata), jejíž zdejší populace tvoří izolovanou severozápadní enklávu druhu. Z méně ohrožených druhů se vyskytuje také slepýš křehký (Anguis fragilis), užovka hladká (Coronella austriaca), veverka obecná (Sciurus vulgaris) a ojediněle vydra říční (Lutra lutra).

## Ochrana přírody
Cílem ochrany území je zachování chráněných biotopů v příznivém stavu. Na suchých vřesovištích a lokalitách se skalní vegetací je cílem pozastavit sukcesní změny a zamezit zarůstání ploch dřevinami. Další cílem je dosáhnout prostorové a věkové rozrůzněnosti porostů lesních společenstev doubrav a dřevinného porostu ve prospěch přirozeného druhového složení v lesních porostech s převahou nepůvodních druhů.

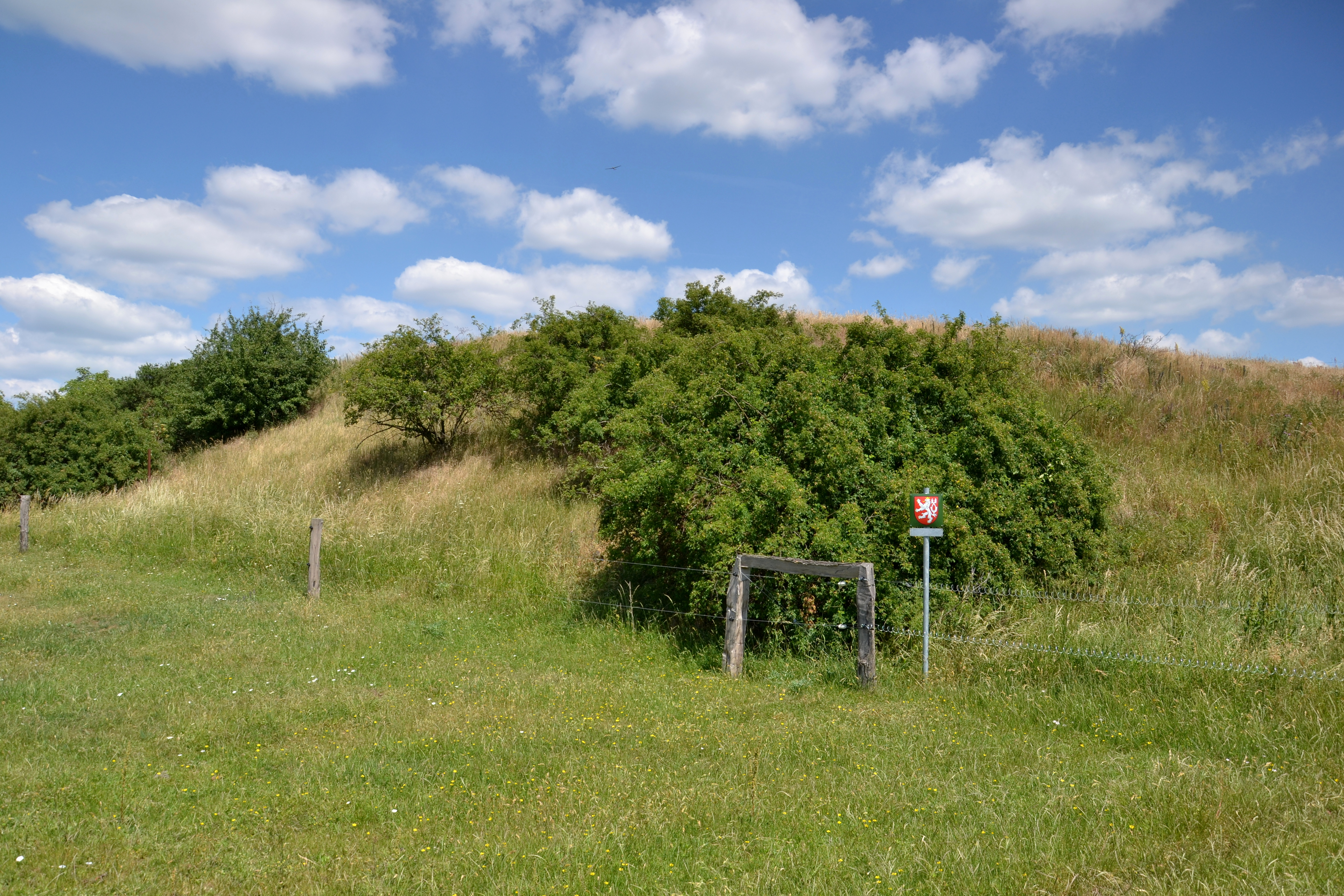
Součástí chráněného území je val hradiště Hradec

Mezi doporučené opatření patří ponechat v lese na vhodných místech spadlé dřevo, odstraňovat nepůvodní druhy dřevin z celého území a standardní ochrana proti zvěři. Vodní toky jsou ponechány bez zásahů. Na nelesních pozemcích bude probíhat odstraňování náletů, redukce křovin a obnova bezlesých strmých svahů. Dalšími návrhy jsou instalace informačních tabulí, zbudování naučné stezky, prodloužení doby zákazu rybolovu a ponechání zákazu provozu motorových plavidel.

## Využití a turistika
Lokalita Želinského meandru je součástí honitby Rokle a Kadaň. Jsou zde umístěna přikrmovací zařízení pro zvěř a na okrajích lesa jsou zbudované posedy. Rekreační rybolov může mít negativní vliv na hnízdění ptáků, a proto je v období od května do června v prostoru levého břehu pod jezem v Želině zakázán. Podobně je v období od ledna do července omezeno horolezectví v prostoru Tušimických skal. Západní částí chráněného území vede po levém břehu řeky naučná stezka Želinský meandr.